# العلاقات الأذربيجانية الفلسطينية
تأسست العلاقات بين جمهورية أذربيجان ودولة فلسطين في عام 1992، حيث اعترفت الدولتان ببعضهما البعض. لدى فلسطين سفارة في باكو، بينما لا يوجد لدى أذربيجان سفارة في فلسطين.

## تاريخ
بدأت العلاقات الدبلوماسية الرسمية بين البلدين في 15 أبريل 1992 بتمثيل غير مقيم لفلسطين في أذربيجان حتى الافتتاح الرسمي لسفارة دولة فلسطين في العاصمة الأذربيجانية باكو من قبل الرئيس محمود عباس في 2011.
منذ استقلالها، أيدت أذربيجان باستمرار القضية الفلسطينية في جميع المحافل الدولية، حيث صوتت دوما بشكل إيجابي لصالح القرارات المتعلقة بفلسطين. في عام 2009، وخلال زيارة لأذربيجان، قال وزير الخارجية الفلسطيني رياض المالكي إن البلدين يسعيان لاستعادة وحدتهما الإقليمية، وعليهما بالتالي التعاون عن كثب في المنظمات الدولية. في أبريل 2018، زار رياض المالكي أذربيجان وأعلن أن الدولة الفلسطينية وشعبها يدعمان الموقف العادل لأذربيجان في صراع ناغورني كاراباخ بين أرمينيا وأذربيجان وتسويته بموجب القانون الدولي.
في 10 أغسطس 2022، التقى رئيس وزراء دولة فلسطين محمد اشتية رئيس جمهورية أذربيجان إلهام علييف في مدينة قونيا التركية التي تستضيف الدورة الخامسة لألعاب التضامن الإسلامي، حيث ناقشا تعزيز الدعم والتعاون للشعب الفلسطيني، ودعاه لافتتاح سفارة لدى فلسطين.
في 21 نوفمبر 2022، رحبت وزارة الخارجية الفلسطينية بإعلان البرلمان الأذربيجاني موافقته على افتتاح مكتب تمثيلي للجمهورية لدى دولة فلسطين.
في 30 مارس 2023، استقبل الرئيس الفلسطيني محمود عباس بمقر الرئاسة وزير الخارجية الأذري جيحون بيراموف، قدمت خلاله أذربيجان دعمها لبناء مدرسة في محافظة نابلس، و25 منحة دراسية للطلبة الفلسطينيين إضافة إلى نيتها افتتاح ممثلية لدى دولة فلسطين.
في 7 سبتمبر 2023، سلّم إلهام نظرلي أوراق اعتماده ممثلًا لأذربيجان في رام الله إلى وزير الخارجية والمغتربين الفلسطيني رياض المالكي، حيث يُعد أول ممثل لدى دولة فلسطين.

## الثقافية
يدرس العديد من الطلاب الفلسطينيين في جامعات أذربيجان.

## مقارنة بين البلدين
|                         | أذربيجان                                          | فلسطين                                       |
| ----------------------- | ------------------------------------------------- | -------------------------------------------- |
| شعار النبالة            |                                                   |                                              |
| العلم                   | أذربيجان                                          | دولة فلسطين                                  |
| السكان                  | 9,911,646                                         | 4,816,503                                    |
| المساحة                 | 86,600 كم² (33,400 ميل مربع)                      | 6,020 كم² (2,320 ميل مربع)                   |
| الكثافة السكانية        | 113/كم² (292/ميل مربع)                            | 731/كم² (1,893/ميل مربع)                     |
| العاصمة                 | باكو                                              | القدس (المعلنة) رام الله (المركز الإداري)    |
| أكبر مدينة              | باكو – 2,374,000 (4,308,740 حاضرة)                | غزة – 515,556                                |
| الحكومة                 | جمهورية شبه رئاسية مركزية ذات حزب مهيمن           | جمهورية شبه رئاسية مركزية                    |
| الزعيم الأول            | أياز مطلبوف                                       | ياسر عرفات                                   |
| الزعيم الحالي           | إلهام علييف                                       | محمود عباس                                   |
| لغام رسمية              | أذرية                                             | عربية                                        |
| الأديان الرئيسية        | 97.4% إسلام، 1.1% مسيحية، 1.0% لادينية، 0.5% أخرى | 93% إسلام، 6% مسيحية، 1% موحدون دروز/سامريون |
| مجموعات عرقية           | 91.6% أذر، 1.3% أرمن، 1.3% روس، 1.2% طاليون       | 83% فلسطينيون، 17% يهود إسرائيليون وآخرون    |
| ناتج محلي إجمالي (اسمي) | $39.207 مليار                                     | غ/م                                          |
| النفقات العسكرية        | $1.529 مليار                                      | غ/م                                          |

## وصلات خارجية
- سفارة دولة فلسطين / أذربيجان